# (9863) Reichardt
(9863) Reichardt (1991 RJ7) – planetoida z pasa głównego asteroid okrążająca Słońce w ciągu 3,35 lat w średniej odległości 2,24 j.a. Odkryta 13 września 1991 roku.